# Kerk van Visquard
De Kerk van Visquard (Visquarder Kirche) is de hervormde kerk van de Oost-Friese plaats Visquard in de Nedersaksische landstreek Krummhörn.

## Geschiedenis en bouw

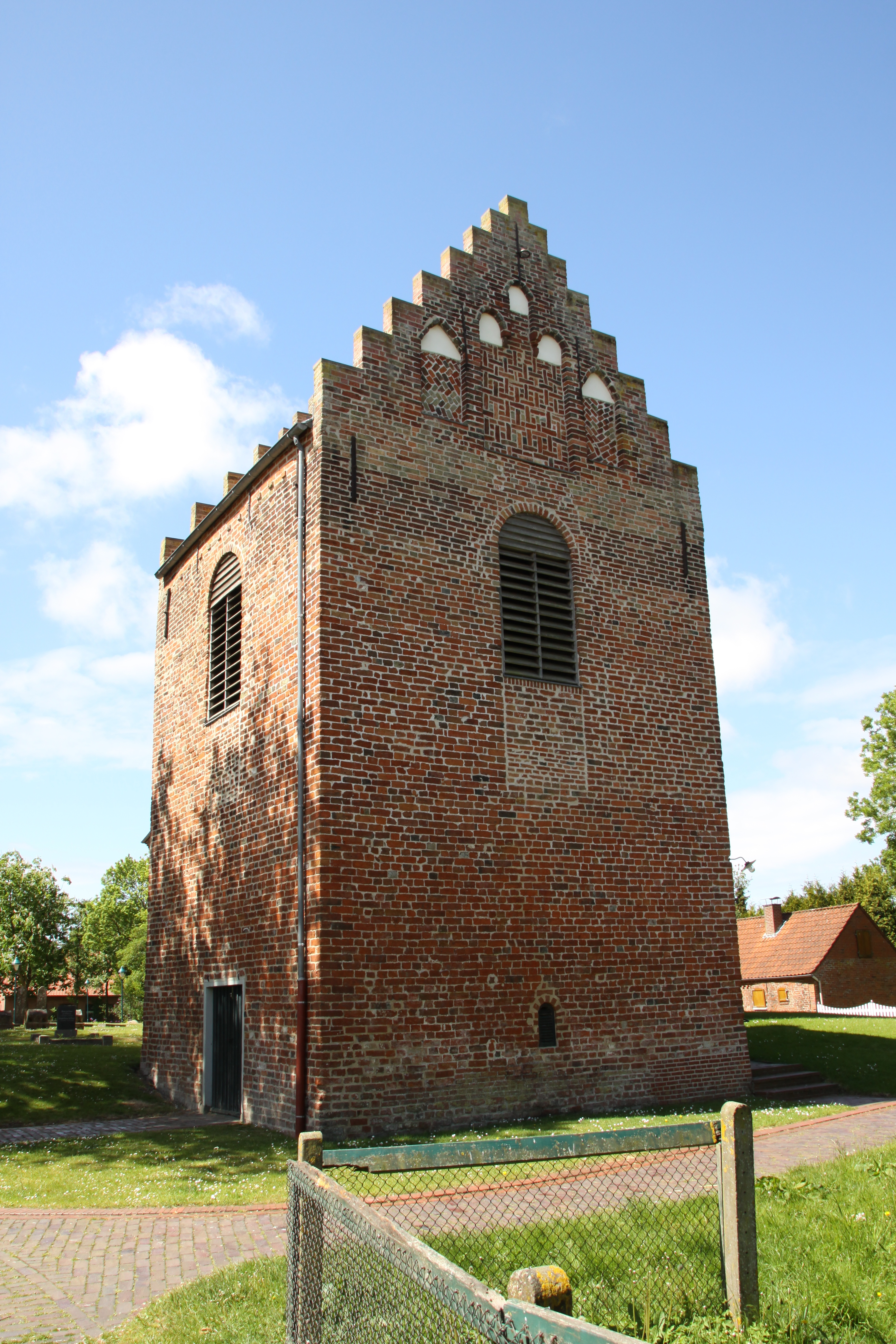
De toren

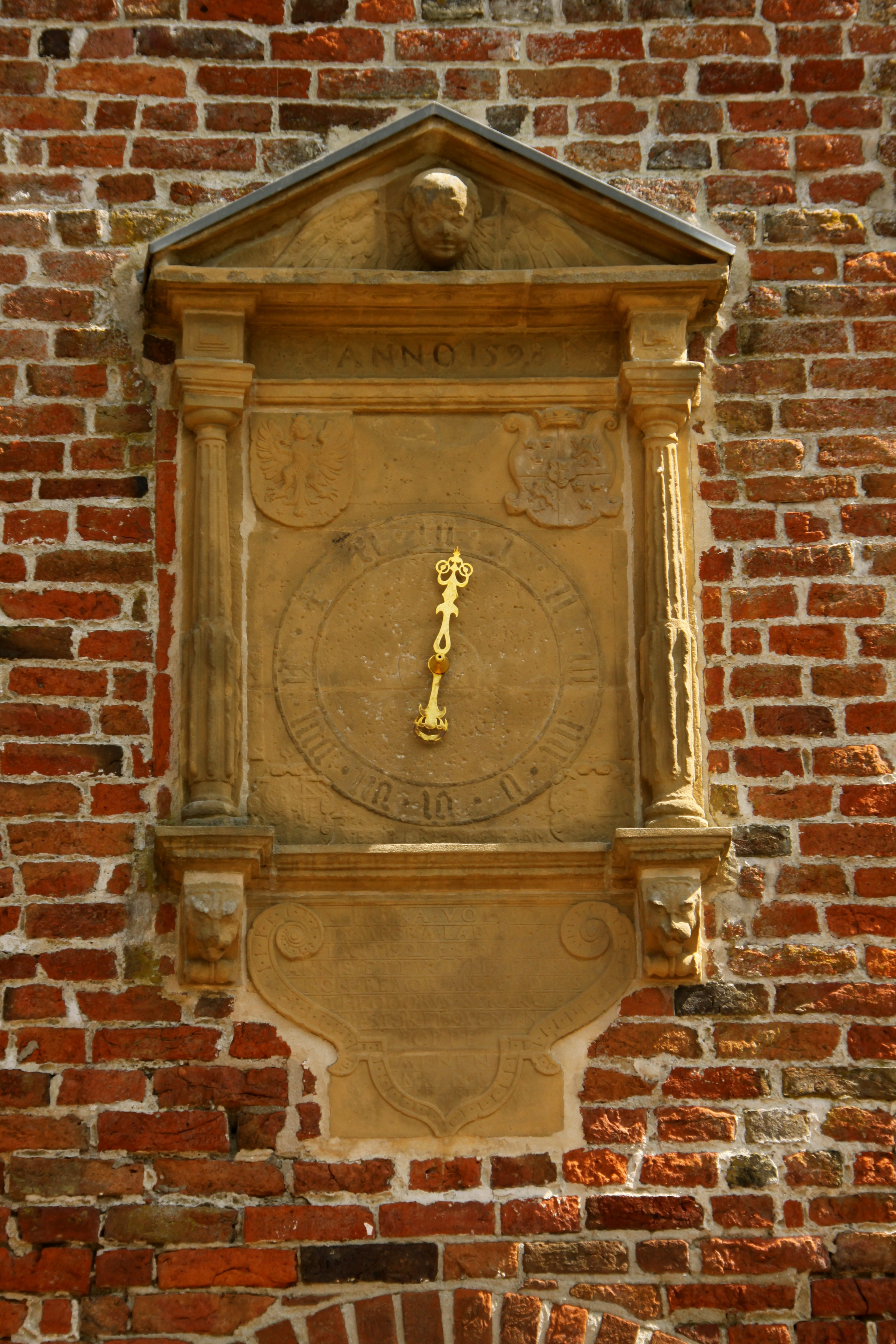
Uurwerk

Het terpdorp Visquard werd in de achtste eeuw als vissersdorp in de Sielmönker Bocht gesticht. In de jaren 1250-1275 bouwden de bewoners de huidige kerk. Het bedehuis werd gewijd aan de heilige Margaretha. Vandaag de dag zijn de romaanse rondboogramen van de lengtemuren van deze bakstenen zaalkerk dichtgemetseld.
Na de reformatie werd de kerk grondig verbouwd. Van het oorspronkelijke doksaal tussen het koor en het schip bleven de balken bewaard, waarop later een galerij met het kerkorgel werd gebouwd. De beide oude portalen in de noordelijke en zuidelijke muur werden dichtgemetseld en in 1598 door een westelijk portaal vervangen, dat sindsdien als ingang van de kerk dient. Terwijl een later in de zuidelijke muur ingebroken hagioscoop open bleef, werd de tegenoverliggende hagioscoop in de noordelijke muur op enig moment dichtgemetseld.
Het kerkgebouw kende na de voltooiing vier gewelven. Toen door veranderingen in de bedijking en het dalen van het grondwaterpeil de gewelven tegen het einde van de achttiende eeuw dreigden in te storten, werden ze door een houten tongewelf vervangen. Alleen het gewelf in het koor bleef bewaard. De sluitsteen van dit stergewelf bevat een voorstelling van Christus. Het koor bezat vroeger in de noordelijke, oostelijke en zuidelijke kant steeds een paar gekoppelde rondboogramen. Tegenwoordig bevindt zich in het oosten een groep van drie spitsboogramen. De dichtgemetselde ramen in de zuidelijke muur werden door grote rondbogige ramen vervangen.
Het zandstenen uurwerk boven de westelijke ingang werd door graaf Edzard II en diens vrouw Catharina geschonken en in 2002 gerestaureerd.
De vrijstaande klokkentoren werd vermoedelijk rond 1300 gebouwd. De klokken in de toren werd in 1798 (van brons) en 1958 (van staal) gegoten. 

## Interieur
De trapeziumvormige grafplaat aan de oostelijke muur was in de katholieke tijd de plaat van het altaar.
De preekstoel stamt uit het jaar 1729 en werd in Emden vervaardigd.
Over de balken van het vroegere doksaal bevindt zich tegenwoordig de orgelgalerij.

## Orgel
Het oorspronkelijke orgel is een werk van een onbekende orgelbouwer uit de tijd voor 1680. Van dit instrument bleven de orgelkas en de vleugeldeuren met de opgeschilderde orgelpijpen bewaard, die het orgel groter laten lijken dan het in werkelijkheid is. Het binnenwerk werd in de jaren 1884-1885 door de gebroeders Rohlfing vervangen. Dit instrument werd ten slotte in 1966 door de Nederlandse orgelmakerij Reil vervangen. Het kerkorgel heeft acht registers verdeeld over één manuaal en aangehangen pedaal. De woorden "Lovet Hem met snarenspel ende orgel, lovet Hem mit helklinckende cimbalen, lovet Hem mit cimbalen van frogden geluit" (Looft Hem met snarenspel en orgel, looft Hem met hel klinkende cimbalen, looft Hem met cimbalen van vreugdegeluid, Psalm 150, vers 4 en 5) sieren de orgelgalerij.
De dispositie van het orgel luidt:
| Manuaal CD–f3 |               |     |
| 1.            | Quintadeen    | 16′ |
| 2.            | Praestant     | 8′  |
| 3.            | Gedekt        | 8′  |
| 4.            | Octaaf        | 4′  |
| 5.            | Roerfluit     | 4′  |
| 6.            | Octaaf        | 2′  |
| 7.            | Mixtuur IV–VI |     |
| 8.            | Trompet       | 8′  |
|               | Cymbelster    |     |

| Pedaal CD–f1 |             |
|              | aangehangen |